# Rezervația naturală Ostrovul Mare
Ostrovul Mare este o arie protejată de interes național ce corespunde categoriei a IV-a IUCN (rezervație naturală de tip floristic și faunistic), situată în județul Teleorman, pe teritoriul administrativ al comunei Islaz.

## Descriere
Rezervația naturală Ostrovul Mare amplasată pe Dunăre în dreptul localității Islaz, Teleorman, a fost desemnată prin Hotărârea de Guvern nr. 1143/2007 privind instituirea de noi arii naturale protejate, în baza Deciziei CJ Teleorman 816/2005 ; Ostrovul Mare  face corp comun cu Ostrovul Calnovăț, diferențiindu-se de acesta din urmă doar la ape mari. 
De la momentul desemnării, se aplică regimul silvic de rezervație de către Ocolul Silvic Corabia. Din 2008 Rezervația se află în custodia Asociației Echilibru.  

### Scopul rezervației
Rezervația naturală de 140 ha a fost desemnată pentru protecția păsărilor și a habitatelor lor, mai ales a exemplarelor de Cormoran pitic (Phalacrocorax pygmeus) care cuibăresc în plopii albi și negri de pe ostrov. 

### Limite
Limitele Rezervației Naturale Ostrovul Mare sunt următoarele:
- Limita nordică este reprezentată de limita grindului ce pornește din borna silvica 131 și continuă prin bornele silvice 133, 135, 137, 139, 141, până la borna silvică 143.
- Limita nord-estică este reprezentată de limita subparcelei forestiere 75B, până la borna silvică 143.
- Limita estică este reprezentată de limita subparcelei forestiere 75B.
- Limita sud-estică este reprezentată de limita subparcelei forestiere 75B, până la borna silvică 144.
- Limita sudică este reprezentată de limita grindului ce pornește din borna silvică 144 și continuă prin bornele silvice 142, 136, 134, până la borna silvică 132.
- Limita sud-vestică este reprezentată de limita subparcelelor forestiere 68A, 68C, 68D, până la borna silvică 132.
- Limita vestică este reprezentată de limita subparcelei forestiere 68B.
- Limita nord-vestică este reprezentată de limita subparcelei forestiere 68B, până la borna silvică 131.[4]